# Sazovice
Sazovice település Csehországban, a Zlíni járásban. Sazovice Tlumačov, Hostišová, Otrokovice, Machová, Mysločovice, Tečovice és Zlín településekkel határos. Lakosainak száma 912 fő (2024. január 1.).

## Népesség
A település lakosságának változását az alábbi diagram mutatja:
| Lakosok száma | 383  | 569  | 543  | 628  | 583  | 708  | 744  | 771  | 751  | 912  |
|               | 1869 | 1900 | 1921 | 1961 | 1980 | 2011 | 2016 | 2019 | 2021 | 2024 |